# Шилохвіст північний
Шилохві́ст півні́чний (Anas acuta) — птах роду Качка (Anas) з родини Качкових. В Україні - гніздовий, перелітний, зимуючий вид. Належить до мисливських птахів.

## Зовнішній вигляд
Маса тіла 0,7-1,2 кг, довжина тіла 51-71 см, розмах крил 80-95 см. Дорослий самець у шлюбному вбранні світло-сірий, з тонкою і густою темною поперечною смугастістю; голова і верхня частина шиї коричневі; смуги, що йдуть від покривних пер вух, низ шиї спереду, воло, груди і черево білі; видовжені плечові пера чорні, з кремовими краями; на боці тулуба ззаду вохристо-біла пляма; підхвістя чорне; «дзеркальце» зелене, з бронзовим полиском, окреслене іржастою смугою спереду та білою — ззаду; хвіст сірий, центральні стернові пера чорні, значно видовжені; дзьоб і ноги темно-сірі; у позашлюбному оперенні подібний до дорослої самки, але дещо відрізняється забарвленням крил. Доросла самка бура, пера спини, боків тулуба і верхні покривні пера крил зі світлою облямівкою; «дзеркальце» без полиску, рудувате. Молодий птах подібний до дорослої самки.

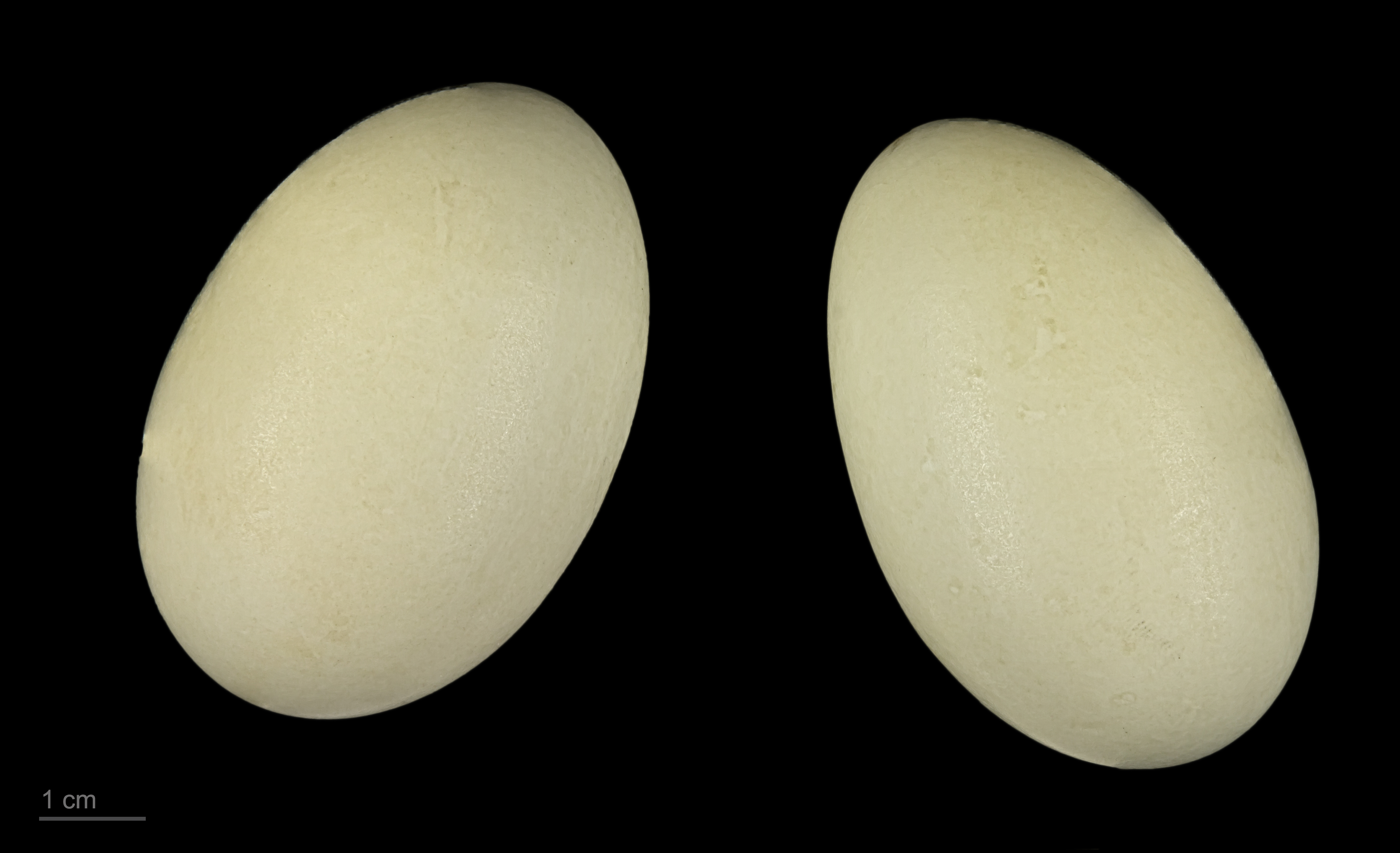
яйце Anas acuta — Тулузький музей

Від крижня і нерозня відрізняється зеленим з бронзовим полиском (дорослий самець) або рудуватим (доросла самка) «дзеркальцем», а також довшою і тоншою шиєю; крім того, дорослого самця у шлюбному оперенні — видовженими центральними стерновими перами і забарвленням в цілому.

## Поширення
Поширена в холодному і помірному поясах Європи, Азії і Північної Америки.
В Україні гніздиться на півночі та місцями на півдні країни; під час міграцій трапляється на всій території; зимує біля берегів Північно-Західного Причорномор'я, на Сиваші і на лиманах Приазов'я, зрідка тримається взимку на водоймах в глибині суходолу.